# Дом пионеров и школьников (Сальск)
Сальский Дом пионеров и школьников имени Героя Советского Союза Н.И. Филоненко — учреждение для развития творческих способностей детей, входящий в систему дополнительного образования. Расположен в городе Сальске Ростовской области.

## История
Дом пионеров в городе Сальске был открыт в 1936 году при активном содействии генерального секретаря ЦК ВЛКСМ  Александра Косарева, первый дом пионеров в сельском районе на юге России.
Первым директором Сальского Дома пионеров была Татьяна Алексеевна Аксакова, а музыкальным руководителем Василий Степанович Барнаш, работали кружки "умелые руки", танцевальный, хоровой.
В Доме пионеров работает более 100 различных кружков, в которых занимается около 2-х тысяч ребят в возрасте от 6 до 17 лет.
Творческий танцевального коллектива Дома пионеров с декабря 1995 года носит имя своего первого основателя В.С. Барнаша.Более полувека с полной отдачей, порой до изнеможения, занимался В.С. Барнаш с детьми народными танцами: русскими, украинскими, белорусскими, казачьими… Одновременно танцевало до 150 человек — весь коллектив. И все — попарно! Ни один праздничный концерт в Сальске не проходил без участия детского коллектива Василия Степановича.
В 1999 году Сальскому Дому пионеров и школьников было присвоено имя Героя Советского Союза Николая Ивановича Филоненко, уроженца города Сальска.
При Сальском Доме пионеров и школьников 8 мая 1965 года был открыт музей революционной и боевой славы, основателем которого стал руководитель фотокружка Эюпов Эдем Газиевич.. В настоящее время музей имеет название Музей революционных и боевых традиций «Служу Отечеству».
В музее находится свыше 4-х тысяч экспонатов, которые размещены в двух залах: "Это было в Сальских степях" и "Великая Отечественная война". Музей Дома пионеров и школьников стал центром героико-патриотического воспитания молодежи города Сальска и Сальского района.
Туризм занимает важное мест в работе Сальского Дома пионеров и школьников, работает 14 кружков по пешеходному туризму.
В Доме пионеров и школьников работают также творческие коллективы театрального искусства (театр  юного актера), хоровые коллективы, фольклорная группа, кружки декоративно-прикладного искусства и другие. В 1991 году в микрорайоне Новосальск был открыт филиал Дома пионеров и школьников.

## Фотогалерея

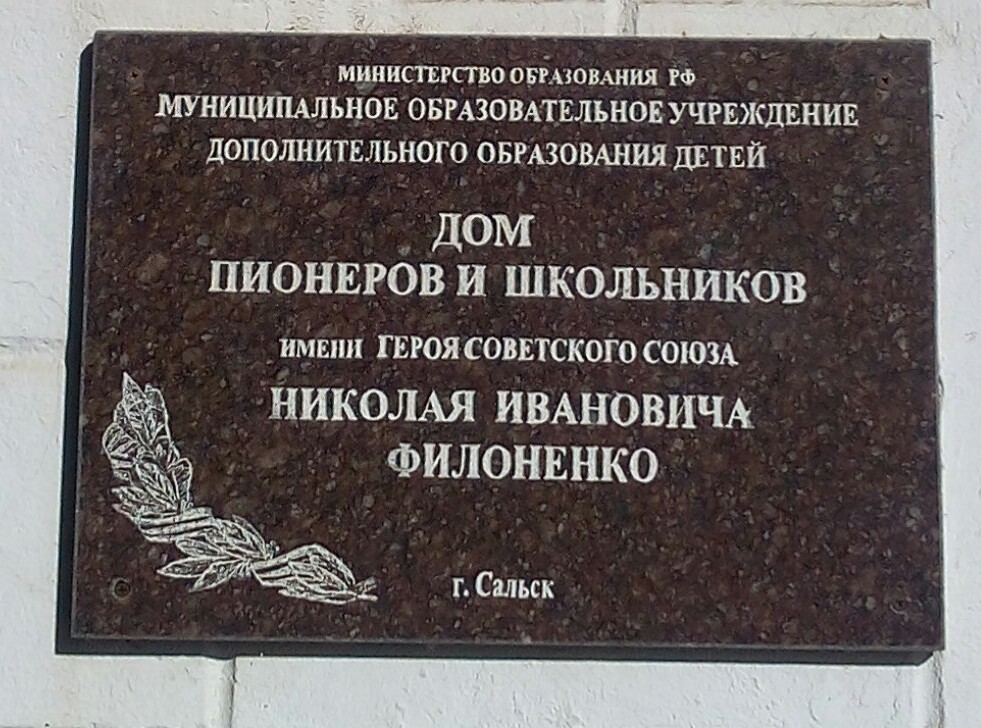
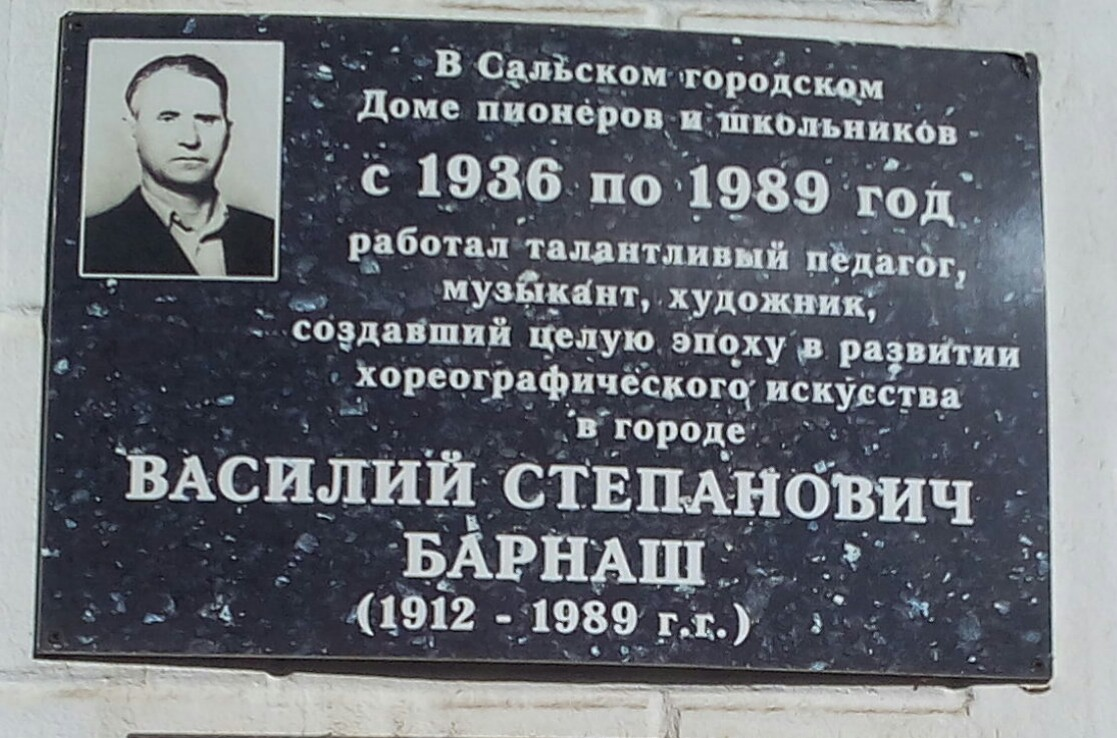
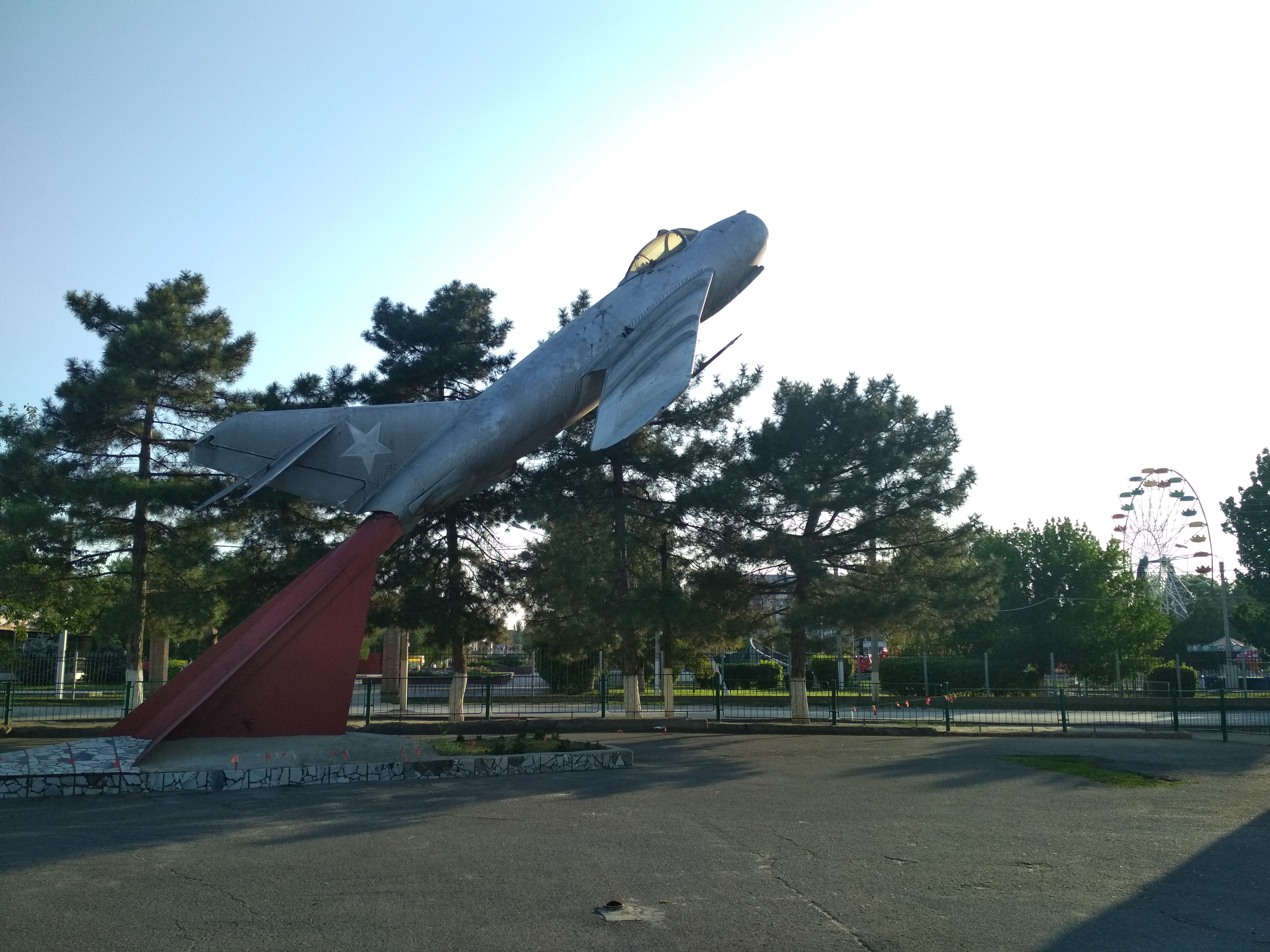
МиГ-17 возле дома пионеров.